# Toma (Burkina Faso)
Toma è un dipartimento del Burkina Faso classificato come città, capoluogo della provincia  di Nayala, facente parte della Regione di Boucle du Mouhoun.
Il dipartimento si compone del capoluogo e di altri 16 villaggi: Goa, Goussi, Koin, Kolan, Konti, Niémé, Nyon, Pankélé, Raotenga, Sawa, Semba, Sien, Siépa, Tô, Yayo e Zouma.